# Netelia lineolata
Netelia lineolata är en stekelart som först beskrevs av Costa 1883.  Netelia lineolata ingår i släktet Netelia och familjen brokparasitsteklar. Inga underarter finns listade i Catalogue of Life.